# Лукина, Наталья Васильевна
Лукина Наталья Васильевна (род. 24 июля 1957, пос. Кестеньга Карельской АССР) — доктор биологических наук, профессор, член-корреспондент РАН, директор Центра по проблемам экологии и продуктивности лесов РАН.

## Биография
В 1979 году окончила Петрозаводский государственный университет по специальности «биология». В 1990 году получила степень кандидата биологических наук в Ботаническом институте имени В. Л. Комарова РАН. Пять лет спустя стала доктором биологических наук (Факультет почвоведения МГУ, 1995). С 28 октября.2016 является членом-корреспондентом Российской академии наук.
Входит в состав Диссертационного совета (Институт лесоведения РАН, Институт проблем экологии и эволюции им. А. Н. Северцова РАН, Всероссийский научно-исследовательский институт лесоводства и механизации лесного хозяйства). Возглавляет Центр по проблемам экологии и продуктивности лесов РАН. Является главным редактором журнала РАН «Лесоведение», входит в состав Консультативного совета Европейской лесной технологической платформы.
Основные научные интересы Натальи Васильевны лежат в таких сферах как экология лесов, лесная биогеохимия и почвоведение.

## Наиболее значимые публикации
- Сухарева Т. А., Лукина Н. В. Минеральный состав ассимилирующих органов хвойных деревьев после снижения уровня атмосферного загрязнения на Кольском полуострове // Экология. 2014. № 2. С. 1-8.
- Орлова М. А., Лукина Н. В., Смирнов В. Э., Исаева Л. Г. Плодородие почв березовых лесов на северном пределе распространения // Почвоведение. 2014. № 3. C. 1-13.
- Поликарпова Н. В., Зацаринный И. В., Исаева Л. Г., Лукина Н. В., Хлебосолова О. А. Состояние наземных экосистем на северо-западе Кольского полуострова, включая территорию заповедника «Пасвик» // Цветные металлы. 2013. № 10. C. 95-101.
- Королева О. В., Федорова Т. В., Лукина Н. В., Тебенькова Д. Н., Воробьев Р. А. Использование биокаталитических процессов лигниноцеллюлозного действия для комплексной переработки отходов целлюлозно-бумажной промышленности. Фундаментальный и прикладные аспекты // Современные проблемы науки и образования. 2013. № 5. www.science-education.ru/111-10229
- Лукина Н. В., Орлова М. А., Горнов А. В., Крышень А. М., Кузнецов П. В., Князева С. В., Смирнов В. Э., Бахмет О. Н., Эйдлина С. П., Ершов В. В., Зукерт Н. В., Исаева Л. Г. Оценка критериев устойчивого управления лесами с использованием индикаторов международной программы ICP Forests // Лесоведение. 2013. № 5. С. 62-76.
- Ершов Д. В., Лукина Н. В. Основные принципы построения информационной системы дистанционного мониторинга биологического разнообразия лесов России // Современные проблемы дистанционного зондирования Земли из космоса. 2013. Т. 10. № 2. C. 46-60.
- Orlova M.A., Lukina N.V., Tutubalina O.V., Smirnov V.E., Isaeva L.G., Hofgaard A. Soil nutrient’s spatial variability in forest-tundra ecotones on the Kola Peninsula, Russia // Biogeochemistryю 2013. Vol. 113. No. 1-3. P. 283—305.
- Орлова М. А., Лукина Н. В., Смирнов В. Э., Краснов Д. А., Камаев И. О. Плодородие почв еловых лесов Хибинских гор // Почвоведение. 2012. № 6. C. 682—694.
- Исаева Л. Г., Лукина Н. В., Горбачева Т. Т., Белова Е. А. Ремедиация нарушенных территорий в зоне влияния медно-никелевого производства // Цветные металлы. 2011. № 11. С. 66-70.
- Орлова М. А., Лукина Н. В., Камаев И. О., Смирнов В. Э., Кравченко Т. В. Мозаичность лесных биогеоценозов и плодородие почв // Лесоведение. 2011. № 6. С. 39-48.
- Артемкина Н. А., Горбачева Т. Т., Лукина Н. В. Низкомолекулярные органические кислоты в почвенных водах лесов Кольского полуострова в условиях воздушного промышленного загрязнения // Лесоведение. 2011. № 4. C. 21-29.
- Lorenz M., Clarke N., Paoletti E., Bytnerowicz A., Grulke N., Lukina N., Sase H., Staelens J. Air pollution impacts on forests in a changing climate. / Forests and society — responding to global drivers of change (Mery G., Katila P., Galloway G., Alfaro R.I., Kanninen M., Lobovikov M., Varjo J., eds.). Vienna: IUFRO, 2010. P. 55-74.
- Derome J., Lukina N. Interaction between environmental pollution and land-cover/land-use change in Arctic areas / Eurasian Arctic land cover and land use in a changing climate (Gutman G., Reissell A., eds.). Netherlands: Springer, 2010. P. 269—290.
- Лукина Н. В., Орлова М. А., Исаева Л. Г. Плодородие лесных почв как основа взаимосвязи почва-растительность // Лесоведение. 2010. № 5. С. 45-56.
- Rees G., Hofgaard A., Tømmervik H., Tutubalina O., Golubeva E., Lukina N., Høgda K.A., Karlsen S.R., Isaeva L., Kharuk V. Role of disturbed vegetation in mapping the boreal zone in northern Eurasia // Applied Vegetation Science. 2010. Vol. 13. No. 4. P. 460—472.